# Alice Robinson
Alice Robinson (Sydney, 1 december 2001) is een Nieuw-Zeelandse alpineskiester. Ze is de vicewereldkampioene op de reuzenslalom van Saalbach 2025.

## Carrière
Robinson maakte als zestienjarige haar wereldbekerdebuut in januari 2018 in Kranjska Gora. Tijdens de Olympische Winterspelen van 2018 in Pyeongchang eindigde ze als 35e op de reuzenslalom, op de slalom wist ze niet finishen. Op de wereldkampioenschappen alpineskiën 2019 in Åre eindigde de Nieuw-Zeelandse als zeventiende op de reuzenslalom. Vijf dagen later werd ze in Val di Fassa wereldkampioene reuzenslalom bij de junioren.
In maart 2019, in Špindlerův Mlýn, scoorde Robinson haar eerste wereldbekerpunten. Bij de volgende wedstrijd in Soldeu stond ze voor het eerst op het podium. Bij de openingswedstrijd in oktober 2019, in Sölden, boekte de Nieuw-Zeelandse haar eerste wereldbekerzege. Ze versloeg daarbij de regerend Olympisch kampioene Mikaela Shiffrin en wereldkampioene Tessa Worley.
Op de WK 2025 won Robinson zilver op de reuzenslalom. In de wereldbeker 2024/2025 nam ze met winst in de vijfde wedstrijd, de leiding in het klassement. Federica Brignone (vier zeges, drie uitvalbeurten) en Sara Hector (twee zeges) volgden op korte afstand.

## Resultaten

### Olympische Spelen
| Jaar | Plaats      | Resultaten                                |
| ---- | ----------- | ----------------------------------------- |
| 2018 | Pyeongchang | 35e Reuzenslalom DNF1 Slalom              |
| 2022 | Peking      | 22e Reuzenslalom 25e Afdaling DNF Super G |

### Wereldkampioenschappen
| Jaar | Plaats             | Resultaten                                  |
| ---- | ------------------ | ------------------------------------------- |
| 2019 | Åre                | 17e Reuzenslalom                            |
| 2021 | Cortina d'Ampezzo  | 4e Reuzenslalom                             |
| 2023 | Courchevel-Méribel | 7e Super G 15e Reuzenslalom DNF2 Combinatie |
| 2025 | Saalbach           | Reuzenslalom · 11e Super G                  |

### Wereldbeker
Eindklasseringen
| Seizoen   | Algm | AD  | RS     | SG  | PAR | SC  |
| --------- | ---- | --- | ------ | --- | --- | --- |
| 2018/2019 | 62e  | -   | 19e    | -   |     | -   |
| 2019/2020 | 19e  | -   | 5e     | -   | 44e | 34e |
| 2020/2021 | 19e  | -   | 8e     | 31e | 19e |     |
| 2021/2022 | 44e  | -   | 33e    | 20e | -   |     |
| 2022/2023 | 31e  | 31e | 12e    | 25e |     |     |
| 2023/2024 | 12e  | 35e | 4e     | 17e |     |     |
| 2024/2025 | 7e   | 41e | Zilver | 17e |     |     |

Wereldbekerzeges
| Datum      | Plaats        | Onderdeel    |
| ---------- | ------------- | ------------ |
| 26/10/2019 | Sölden        | Reuzenslalom |
| 15/02/2020 | Kranjska Gora | Reuzenslalom |
| 21/03/2021 | Lenzerheide   | Reuzenslalom |
| 21/01/2025 | Kronplatz     | Reuzenslalom |